# Kata-ha-jime
Kata-ha-jime (片羽絞 Katahajime?) es una llave de estrangulación sanguínea originaria del judo, también conocida como half Nelson choke.

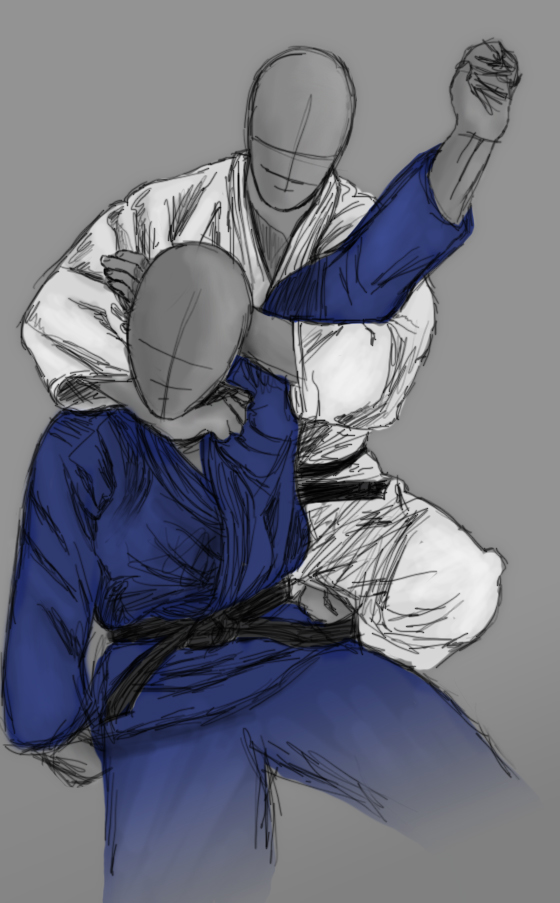
Ilustración de Kataha-jime estrangulación de Judo.

Es considerada como una de las 36 técnicas de constricción de la lista Shime-waza del kodokan judo. En la actualidad, es utilizada también en el jiu-jitsu.

## Ejecución
El atacante (tori), situado detrás del defensor (uke), utiliza un brazo para rodear el cuello del oponente con él, y utiliza el otro para pasarlo por debajo del brazo del oponente y agarra con esa mano la muñeca del primer brazo. De este modo se crea una presa en la que tirando hacia atrás, se oprime la arteria carótida del uke, generando también cierta presión en la tráquea, al tiempo que se controla su brazo.